# Loi normale repliée
En théorie des probabilités et en statistique, la loi normale repliée (ou loi de défaut de forme) est une loi de probabilité continue liée à la loi normale. Considérons {\displaystyle X} une variable aléatoire de loi normale avec moyenne {\displaystyle \mu } et variance {\displaystyle \sigma ^{2}}, alors la variable aléatoire {\displaystyle Y=|X|} est de loi normale repliée. Ainsi on ne comptabilise que la valeur de la variable mais pas son signe.
Le terme « repliée » vient du fait que la densité de la loi « à gauche » de x=0 est repliée sur la partie « à droite » de x=0 en prenant la valeur absolue.

## Caractérisations

### Fonction de densité
La densité de probabilité est donnée par :
{\displaystyle f_{Y}(x)={\begin{cases}{\displaystyle {\frac {1}{\sigma {\sqrt {2\pi }}}}\,\exp \left(-{\frac {(-x-\mu )^{2}}{2\sigma ^{2}}}\right)+{\frac {1}{\sigma {\sqrt {2\pi }}}}\,\exp \left(-{\frac {(x-\mu )^{2}}{2\sigma ^{2}}}\right)}&{\text{ pour }}x\geq 0\\0&{\text{ sinon.}}\end{cases}}}

### Fonction de répartition
La fonction de répartition est donnée par :
{\displaystyle F_{Y}(y)={\begin{cases}{\displaystyle \int _{0}^{y}{\frac {1}{\sigma {\sqrt {2\pi }}}}\left[\exp \left(-{\frac {(-x-\mu )^{2}}{2\sigma ^{2}}}\right)+\exp \left(-{\frac {(x-\mu )^{2}}{2\sigma ^{2}}}\right)\right]\mathrm {d} x.}&{\text{ pour }}y\geq 0\\0&{\text{ sinon.}}\end{cases}}}
En utilisant le changement de variable {\displaystyle z=(x-\mu )/\sigma }, on peut réécrire
{\displaystyle F_{Y}(y)=\int _{-\mu /\sigma }^{(y-\mu )/\sigma }{\frac {1}{\sqrt {2\pi }}}\,\exp \left(-{\frac {1}{2}}\left(z+{\frac {2\mu }{\sigma }}\right)^{2}\right)\mathrm {d} z+\int _{-\mu /\sigma }^{(y-\mu )/\sigma }{\frac {1}{\sqrt {2\pi }}}\,\exp \left(-{\frac {z^{2}}{2}}\right)\mathrm {d} z.}
De manière similaire, en utilisant le changement de variable {\displaystyle z=-(x+\mu )/\sigma {\sqrt {2}}} dans la première intégrale et {\displaystyle z=(x-\mu )/{\sqrt {2}}\sigma } dans la deuxième, on peut écrire
{\displaystyle F_{Y}(y)={\frac {1}{2}}\left[{\mbox{erf}}\left({\frac {y+\mu }{{\sqrt {2}}\sigma }}\right)+{\mbox{erf}}\left({\frac {y-\mu }{{\sqrt {2}}\sigma }}\right)\right],}
où erf est la fonction d'erreur. On retrouve alors la loi demi-normale quand μ = 0.

## Propriétés
L'espérance est donnée par :
{\displaystyle \mathbb {E} (Y)=\sigma {\sqrt {\frac {2}{\pi }}}\exp \left(-{\frac {\mu ^{2}}{2\sigma ^{2}}}\right)+\mu \left[1-2\Phi \left(-{\frac {\mu }{\sigma }}\right)\right],}
où Φ(•) est la fonction de répartition de la loi normale standard.
La variance est donnée par :
{\displaystyle \operatorname {Var} (Y)=\mu ^{2}+\sigma ^{2}-\left\{\sigma {\sqrt {\frac {2}{\pi }}}\exp \left(-{\frac {\mu ^{2}}{2\sigma ^{2}}}\right)+\mu \left[1-2\Phi \left(-{\frac {\mu }{\sigma }}\right)\right]\right\}^{2}.}
Ces deux valeurs, espérance et variance, peuvent être vues comme les paramètres de position et d'échelle de la nouvelle loi.

## Liens avec d'autres lois
- Quand μ = 0, la loi normale repliée est la loi demi-normale.
- Si Y est de loi normale repliée, Y/σ suit une loi du χ non centrée avec un degré de liberté et de paramètre μ/σ.